# Lidinvard Haraldssons ätt
Lidinvard Haraldssons ätt är en nutida benämning på en medeltida ätt med anknytning till den likaså medeltida Vinstorpaätten.
Ättens första kända medlem är Harald Håkansson som nämns 1343 och 1369 och vars härstamning ej är säkert känd, möjligen var han son till kung Birgers rådsherre riddaren Håkan Haraldsson. Han förefaller att ha bott i Kleva, Vilske-Kleva socken. Han använde likadant sigill som Vinstorpaätten. Han hade en dotter Ragnhild, nunna i Skänninge, och en son Lidinvard Haraldsson som var riddare 1343. 
Även Lidinvard Haraldssons använde Vinstorpaättens sigill. Han kallades syssling av Anders Eskilsson (Lejonlilja) i ett brev från 1349.
Samma år, 1349, gifte sig Lidinvard Haraldsson med Katarina Magnusdotter (Bengt Bossons ätt). Hon var dotter till riksrådet Magnus Bengtsson (Bengt Bossons ätt) och Birgitta Knutsdotter (Lejonbjälke). Hans testamente är daterat 25 augusti 1369. Han valde gravplats för sig och sin hustru i Skänninge nunnekloster. Fru Katarina levde ännu 1369. Paret hade en dotter som hette Margareta, gift med riddaren Magnus Håkansson (Magnus Marinasons ätt).